# Onelli-gletsjer
De Onelli-gletsjer is een gletsjer ten westen van het Argentinomeer in de provincie Santa Cruz in het zuiden van Argentinië.
De gletsjer is een van de gletsjers in het Nationaal park Los Glaciares dicht bij de 3200 m hoge Cerro Botados. Toeristen kunnen de gletsjer bereiken vanuit Punta Bandera.